# Калциев хидроксид
Калциевият дихидроксид e неорганично съединение с йонна кристална решетка, което се състои от един калциев йон и два хидроксидни йона. Химичната му формула е {\displaystyle {\ce {Ca(OH)2}}}. Поради основния си химичен характер калциевият дихидроксид се нарича още и калциева основа. В широката практика е познат като гасена вар, тъй като се получава при реакция на калциев оксид (негасена вар) с вода. Процесът се нарича „гасене“. Гасената вар се използва най-вече в строителството и земеделието. Тя убива микроорганизмите и затова се използва за дезинфекция на помещения (главно на селскостопански животни), също и на жилищни постройки. Влиза в употреба в много области на стопанството – варуване на кисели почви, за приготвяне на белилна вар и други. Освен това с помощта на варта се извлича захарта в захарното производство.
Гасената вар може да се нарича и хидратна вар. При реакция на негасена вар с вода в точно определено количество, необходимо за пълна хидратация на калциевия и магнезиевия окис, се получава прахообразен продукт.

## Основно приложение
- В строителството за производство на варови разтвори за зидарии и мазилки.
- В минно-обогатителната промишленост, при флотацията и пречистването на отпадни води.
- В енергетиката за омекотяване и неутрализацията на технологични води.
- В пречиствателните инсталации за питейни и отпадни води.
- В кожарската промишленост.